# Cophocerotis elongata
Cophocerotis elongata là một loài bướm đêm trong họ Geometridae.